# His Only Father
His Only Father è un cortometraggio muto diretto da Hal Roach e Frank Terry. Il film, di genere comico, fu interpretato da Harold Lloyd, Snub Pollard, Bebe Daniels, Sammy Brooks e venne distribuito in sala il 19 ottobre 1919.

## Produzione
Il film fu prodotto dalla Rolin Films.

## Distribuzione
Distribuito dalla Pathé Exchange, il film - un cortometraggio in una bobina - uscì nelle sale cinematografiche statunitensi il 19 ottobre 1919. Ne fu fatta una riedizione che, negli Stati Uniti, fu distribuito il 5 novembre 1922.
Non si conoscono copie ancora esistenti della pellicola che viene considerata presumibilmente perduta.